# 北警察署 (愛知県)
北警察署（きたけいさつしょ）は、愛知県警察が管轄する警察署の一つである。大規模警察署であり、署長は警視正であったが参事官級警視に格下げされた。

## 所在地
- 愛知県名古屋市北区田幡二丁目15番18号

## 管轄区域
- 名古屋市北区（愛知県名古屋飛行場の区域を除く。）

## 沿革
- 1942年（昭和17年）7月1日 - 西区田幡町（当時）に愛知県城北警察署として発足。東警察署（旧鍋屋警察署）所管の旧杉村、旧清水町、旧六郷村の上飯田・下飯田地域および西警察署（旧江川警察署）所管の旧萩野村、旧金城村の東志賀・田幡の大部分・志賀の大半を引き継ぎ、管轄とした[1][2]。
- 1944年（昭和19年）2月11日 - 北区成立に伴い、愛知県北警察署と改称[1]。
- 1945年（昭和20年）
  - 5月4日 - 空襲により庁舎が焼失。以降一時的に北区役所で業務を行う[2]。
  - 7月 - 城東町の鈴木電機株式会社事務所において業務を開始[2]。
- 終戦後（詳細な時期不明） - 水草町1-61の建物（元愛知県毛織物検査所、戦時中は名古屋海軍軍需部が使用）を買収し、庁舎とする[2]。
- 1946年（昭和21年）4月15日 - 東区より東大曽根町本通・東大曽根町上・山田町五丁目・矢田町一丁目・山田北町一丁目が北区に編入されたため、所轄に編入[2]。
- 1951年（昭和26年）1月12日 - 中区より上名古屋町字北野が北区に編入されたため、所轄に編入[2]。
- 1954年（昭和29年）10月27日 - 黒川本通1丁目18番地（現田幡二丁目15-18）に庁舎を新築[2]。
- 1955年（昭和30年）
  - 7月1日 - 愛知県警察が名古屋市警察を統合したことに伴い、愛知県北警察署となる[2]。
  - 10月1日 - 西春日井郡楠村編入に伴い、管轄とする[2]。
- 1974年（昭和49年）12月20日 - 同所にて庁舎建て直し[1][2]。

## 組織
- 警務課
  - 警務係
  - 住民サービス係
  - 留置管理係
- 会計課
  - 会計係
- 生活安全課
  - 生活安全(第一係・第二係)
  - 少年係
  - 保安(第一係・第二係)
- 地域課
  - 地域総務係
  - 地域(第一係～第三係)
  - 特別警戒隊
- 刑事課
  - 刑事総務係
  - 強行(第一係・第二係)
  - 盗犯(第一係・第二係)
  - 鑑識係
  - 知能係
  - 暴力薬物係
- 交通課
  - 交通総務係
  - 指導取締係
  - 事故捜査係
- 警備課
  - 警備係
  - 外事係

## 交番
（ ）の中は所在地
- 如意交番（名古屋市北区如意1丁目121番地）
- 味鋺交番（名古屋市北区楠味鋺3丁目603番地）
- 辻交番（名古屋市北区辻町4丁目72番地）
- 飯田交番（名古屋市北区上飯田通1丁目1番地）
- 大曽根駅前交番（名古屋市北区山田1丁目5番13号）
- 若葉交番（名古屋市北区瑠璃光町1丁目6番地1）
- 清水交番（名古屋市北区清水5丁目1番2号）
- 光音寺交番（名古屋市北区金城町4丁目52番地）

1968年（昭和43年）開所。老朽化により2016年（平成28年）、鉄筋2階建て延床面積約74平方メートルの棟に建て替えられた。また、事件相談を行うコミュニティコーナー及び女性用トイレが新設された。
- 志賀交番（名古屋市北区稚児宮通1丁目37番地）
- 金城交番（名古屋市北区金城町2丁目）

2013年5月6日20時過ぎ、同区内の17歳と16歳の少年が交番内机上において排泄物入りのビニール袋をロケット花火4本を使い破裂させるという事件が発生した。事件時交番は無人だった。少年らは11日、威力業務妨害（排泄物処理にあたった当署員7人の業務を妨害した）と建造物侵入の容疑で逮捕された。

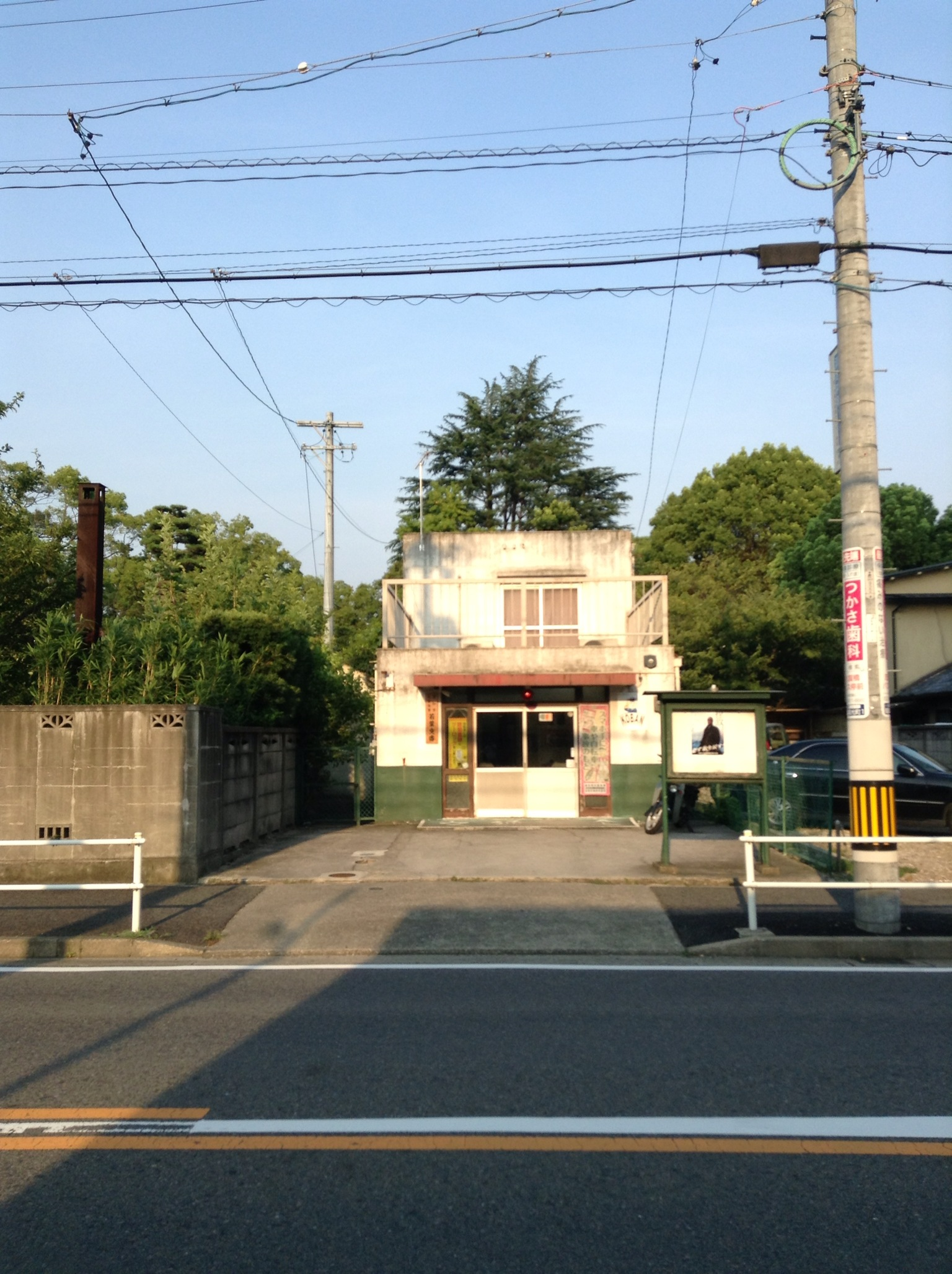
若葉交番（2013年8月）
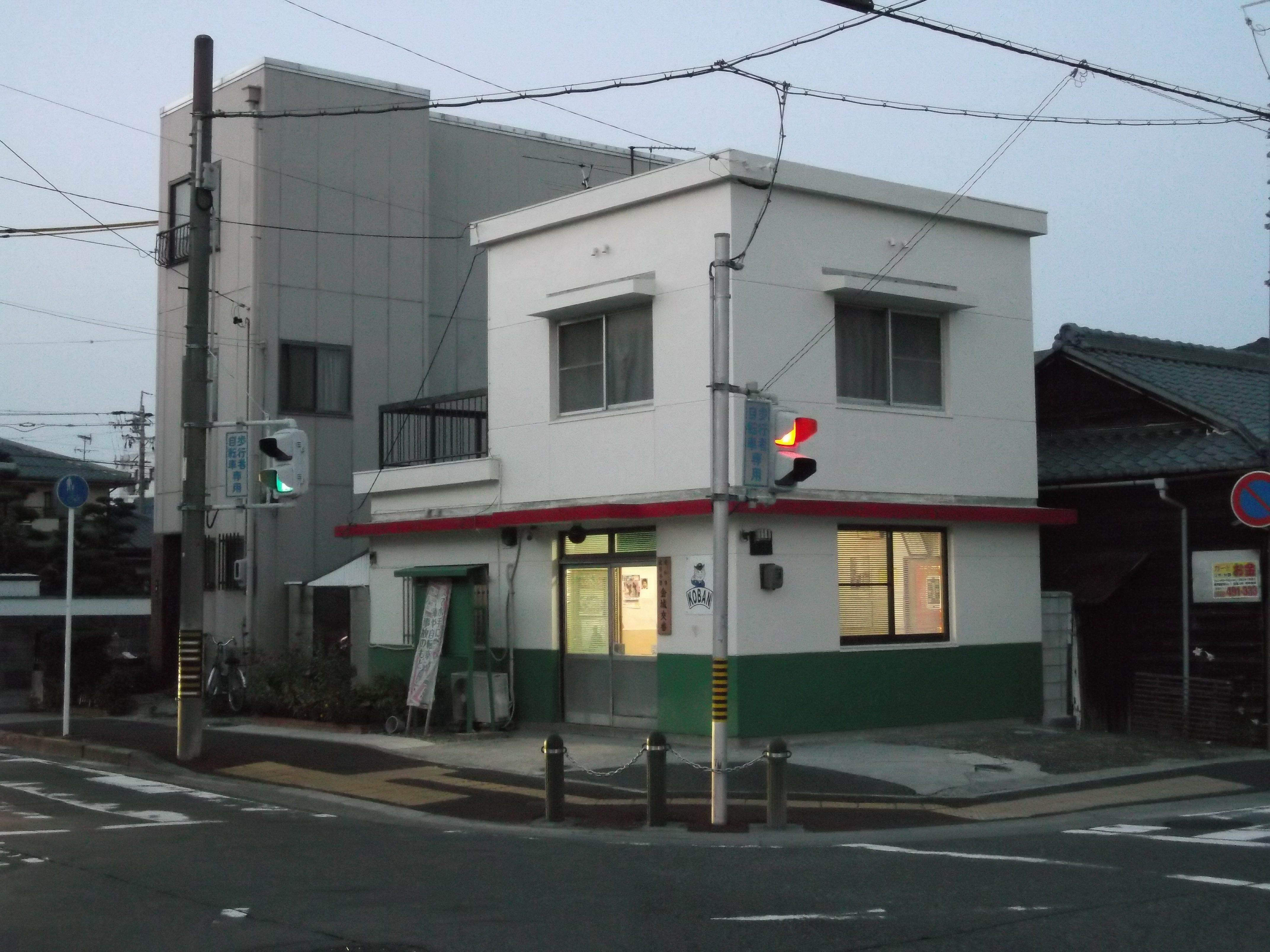
金城交番（2013年8月）
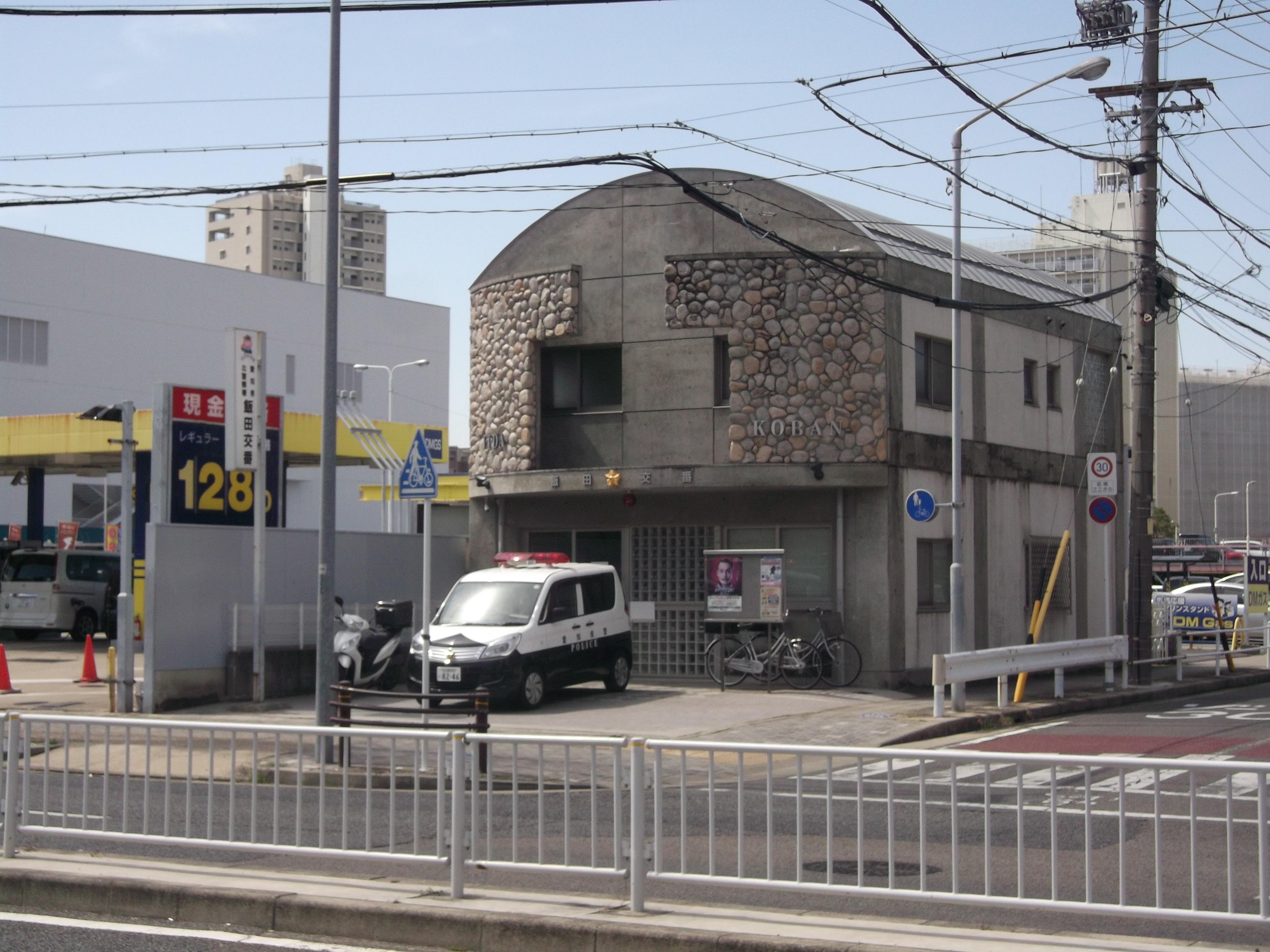
飯田交番（2015年3月）
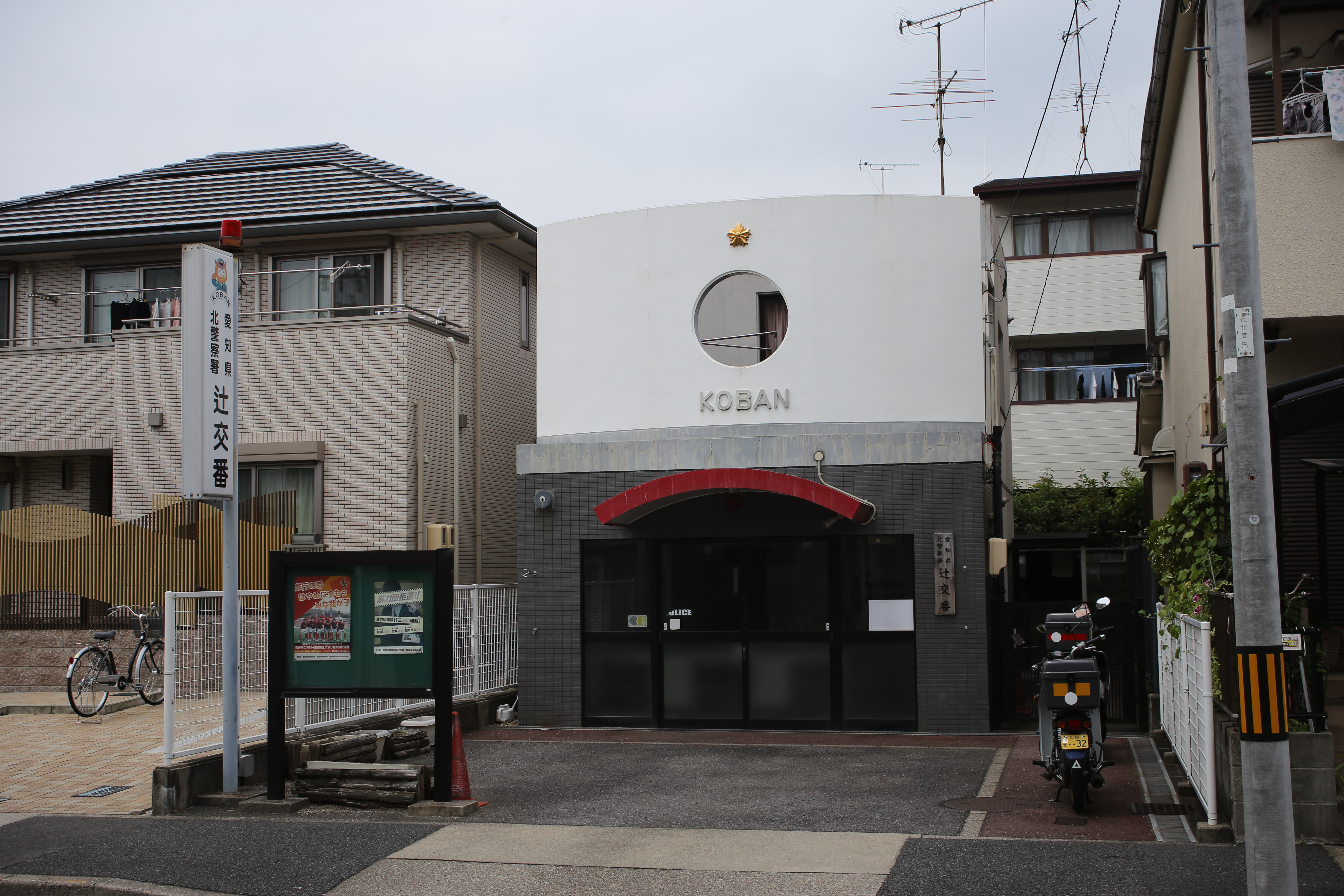
辻交番（2016年7月）
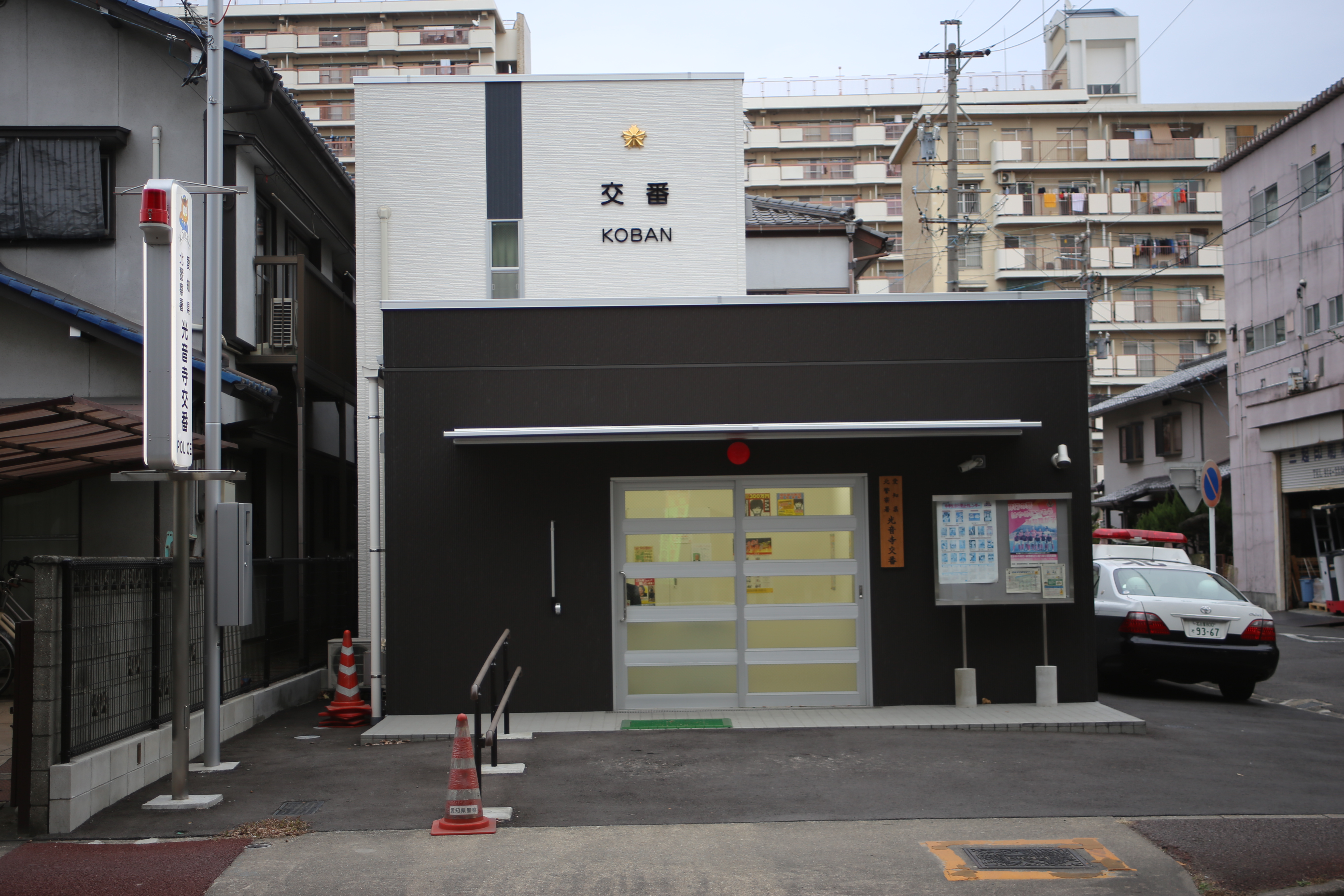
光音寺交番（2016年12月）

## 駐在所
なし。

## 主な事件
- 名古屋少年匕首殺害事件
- 猟銃乱射殺人事件

1965年（昭和40年）2月15日17時10分頃、萩野通の飲食店Sで名古屋市交通局員M子（22）ほか2名の計3名で食事をしていたところ、西側の入口から現れた猟銃を持った男が突然発砲した。その時発射された弾丸3発によりM子は即死、友人2人は重傷を負った。男は原動機付自転車に乗り、さらに志賀町の喫茶店Uのガラスに向けて、続けて同町喫茶店Tの調理場の窓越しに発砲して逃走した。北署は原付のナンバーから犯人をN（31）と断定。Nはラジオニュースにより事件を知った民間人の通報により、同日19時15分頃岐阜市西明見町路上で逮捕された。
- 紅雲町の三角関係殺人事件

1967年（昭和42年）12月30日17時30分頃、紅雲町のTアパートから同アパートに居住するO（26）の部屋で人が刺されたという通報があった。署員が現場に到着したところ、Oは顔面等に硫酸をかけられ重傷を負っている状態で、ホステスY（25）が胸部等を刺され仰向けになった状態で即死。さらにA（34）が同アパート前の路上で胸部等を刺されうつぶせの状態で絶命していた。捜査の結果、次のことが判明した。YはM（30）と同棲していたが、最近Oとも肉体関係を持っていた。そのことをMが知るところとなり、Yは12月25日にM宅から家出することになる。MはYがO宅にいることを知り激昂。自宅にあった牛刀（刃渡り21センチメートル）と硫酸を持ち出し、O宅で犯行に及んだということである。Mはまもなく出頭した。
- 安井町若夫婦強盗殺人事件

1969年（昭和44年）2月21日10時25分頃、安井町2丁目の会社員Y（28）宅に訪れたY妻Hの母M（60）がYとH夫妻が血まみれで死亡しているのを発見した。死因はハンマーのような鈍器で頭部を殴られたため、頭蓋底陥没によるものと推定。周辺の捜索により、同日15時頃被害者宅から300メートル南東にあった空き地から血の付いた金槌が発見された。また、交際関係からHの妹婿F（38）が被害者から52万円の借金をしていたことが判明。さらに、Fの着衣および自転車等からルミノール反応が検出され、現場に残されていた指紋とも一致したため、23日Fを逮捕した。Fは借金を隠滅するために夫妻を殺害したことを認めた。
- 楠町室内装飾業者強盗殺人事件

1976年（昭和51年）2月21日19時45分頃、楠町大字味鋺字南山（当時）の室内装飾業NK（64）宅に訪れた同社店員T（24）がベッド上で血まみれになって死亡しているNKを発見した。遺体にはハンマーのような鈍器で後頭部を殴打された形跡があり、また頚部にビニールひもが巻き付けられていた。宅内を捜索すると、電話台南側に置かれていたポリ製書類入れから、女性との関係にかかわる誓約書らしきものが見つかった。ここから、被害者のNKは緑区鳴子町のN生命特約店K（63）を通じてS子（42）を紹介され、親密な関係になっていたことが判明した。さらに、S子が経営していたお好み焼き屋が資金繰りに困りNKに相談したことをきっかけに、二人の関係が不仲になっていたこともわかった。また、現場から印鑑・預金通帳の類が見つからなかったことから、近隣の銀行に問い合わせたところ、2月16日頃、名古屋相互銀行（現名古屋銀行）A支店から被害者名義の普通預金口座より現金120万円が引き出されていたことがわかった。この際に提出された書類の筆跡鑑定の結果、被害者の筆跡ではなく、書類からKの指紋が検出されたことから、Kを重要参考人として任意取調したところ、犯行を自供した。Kは1952年に商品詐欺の犯人として検挙されており、その時に指紋を採取されていた。
- 楠町スナック経営者殺人放火事件

1979年（昭和54年）2月1日3時50分頃、楠町味鋺大塚裏のスナックUのひさしから、ドカンという音とともに煙が上がった。その音を聞いた隣の中華料理店長（36）が119番通報したため、天井とカウンターを焼いただけで済んだが、女性の遺体を発見したため北署に届け出た。遺体は、顔を殴打され、首にタオルが巻かれ、下半身は裸になっている上に乱暴された跡があった。この遺体は同店経営者の女性K（38）とわかった。ホステス2人の証言によりその日遅くまで同店で飲んでいた男のモンタージュ写真を作成、手配した。すると、2日10時30分頃、守山警察署管内のパチンコ店Bの店長から写真に似た男が店内にいるという通報があり、近くの新堀派出所に同行を求めた。事情聴取の結果、男は守山区大字瀬古の自動車修理工見習T（17）で、Kに「早く帰れ」と言われたことに立腹し殺害したことを自供した。放火したのは証拠隠滅のためだった。
- 名古屋の“巨人ファン先生”信念教育事件 - 1982年11月10日に区内の市立味鋺小学校で発生した体罰事件。
- 名古屋市連続通り魔殺傷事件 - 2事件のうち1件（2003年3月30日）は北区内で発生した。
- 北区中味鋺地内における女性被害強盗殺人事件 - 2003年5月15日に発生した未解決事件[5]。